# カマシ
カマシ (ラテン文字:Qamashi, Kamashi、ウズベク語: Qamashi / Қамаши、ロシア語: Камаши) はウズベキスタン・カシュカダリヤ州の都市である。州都のカルシからは東に約70kmの位置にある。2012年の人口は35,248人となっている。

## 概要
1978年に都市として設立された。街にはカルシからグザルを経由してシャフリサブスへと続くウズベキスタン鉄道の駅がある。また、サマルカンドとテルメズを結ぶ高速道路のM39が通過している。

## 教育施設
- カマシ地区第23学校[3]